# Санкт-Петербургский военный институт войск национальной гвардии
Военная ордена Жукова академия войск национальной гвардии Российской Федерации — военное образовательное учреждение высшего образования, которое готовит офицеров среднего тактического звена для подразделений и частей войск национальной гвардии Росгвардии. До 1991 года институт носил название Высшее политическое училище МВД СССР имени 60-летия ВЛКСМ.

## История

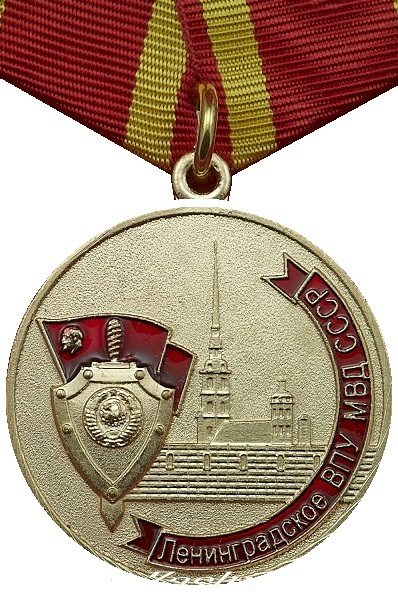
Медаль Ленинградского Высшего политического училища МВД СССР имени 60-летия ВЛКСМ

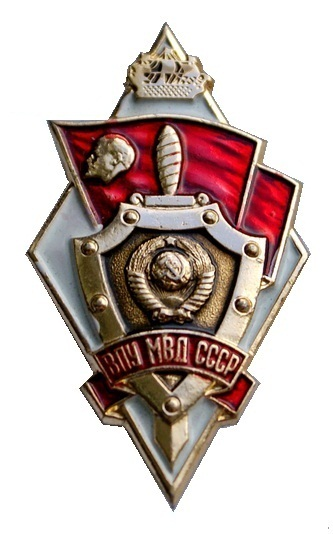
Знак Высшего политического училища МВД СССР им. 60-летия ВЛКСМ

12 октября 1944 года в посёлке Управленческий Красноглинского района г. Куйбышева Куйбышевской области, была сформирована школа ГУЛага  подготовки начальствующего офицерского состава для органов внутренних дел. В память об этом, годовым праздником в военном институте установлена дата 12 октября. В конце ноября 1945 года школа переведена в пос. Щербинка Подольского района Московской области, а в 1947 году перебазировалась в пос. Новознаменку Красносельского района гор. Ленинграда и получила новое название — Знаменская офицерская школа МВД СССР. До 1951 года школа осуществляла подготовку и переподготовку кадров среднего звена для МВД СССР по различным специальностям. В августе 1951 г. школа преобразована в Ленинградское военно-политическое училище МВД СССР. По его программе в течение 2-х лет готовились политработники для войск и органов МВД. 28 сентября 1953 г. в соответствии с Указом Президиума Верховного Совета СССР училищу было вручено Красное Знамя. В апреле 1954 года училище было переформировано в Ленинградскую военно-политическую школу МВД СССР, которая готовила офицеров политработников для войск и органов внутренних дел.
19 ноября 1968 года правительством СССР было принято постановление, в котором предусматривалось в целях подготовки квалифицированных кадров политработников для органов милиции, внутренних войск и исправительно-трудовых учреждений создание в 1969 году на базе Ленинградской военно-политической школы Высшего политического училища МВД СССР со сроком обучения 4 года.
Характерной особенностью этого нового высшего учебного заведения стала организация в нём научно-исследовательской работы. Развертывание научно-исследовательской работы в области воспитания личного состава войск и органов внутренних дел выдвигалось в качестве одной из первоочередных задач.
За хорошую постановку научно-исследовательской работы с курсантами и слушателями училище было награждено почетным дипломом Министерства высшего и среднего специального образования и Центрального Комитета ВЛКСМ.
19 мая 1977 года, курсант второго курса Анатолий Федоренко, будучи караульным бодрствующей смены, убил шестерых и ранил двух человек в караульном помещении (убийца был обезврежен одним из смертельно раненных курсантов и впоследствии приговорён к смертной казни).
В ноябре 1978 года училище удостоено почетного наименования «имени 60-летия ВЛКСМ». С 23 февраля 1978 года в училище был создан филиал Центрального музея внутренних войск, а с 6 мая 1990 года была открыта комната истории училища.
В 1992 году постановлением Правительства Российской Федерации № 398 от 11 июня и приказом Министра внутренних дел Российской Федерации № 206 от 25 июня училище преобразовано в Высшее военное командное училище внутренних войск МВД России, как принципиально новое высшее учебное заведение, а в 1994 г. получило наименование Санкт-Петербургское Высшее военное командное училище внутренних войск МВД России. В 1996 году постановлением Правительства Российской Федерации от 17 мая 1996 года № 598 училище преобразовано в Санкт-Петербургский военный институт внутренних войск МВД России. В 1998 году постановлением Правительства Российской Федерации от 18 июня 1998 года № 611 Санкт-Петербургский военный институт внутренних войск МВД России реорганизован в факультет подготовки кадров для внутренних войск Санкт-Петербургского университета МВД России.
В 2000 году на основании Распоряжения Правительства Российской Федерации от 2 марта 2000 года № 320 и приказа Министра внутренних дел Российской Федерации от 24 марта 2000 года № 013 на базе факультета по подготовке кадров для внутренних войск Санкт-Петербургского университета МВД России вновь создан Санкт-Петербургский военный институт внутренних войск МВД России.
Указом Президента Российской Федерации от 13 мая 2019 года № 215 «за высокие показатели в боевой подготовке, мужество и самоотверженность, проявленные в ходе выполнения учебно-боевых задач, подготовку квалифицированных специалистов» Санкт-Петербургский военный институт войск национальной гвардии Российской Федерации награждён орденом Жукова.
Выпускникам института, проявившим мужество и героизм при выполнении служебно-боевых задач, полковнику Тихонову М. И., капитану Исакову М. И., лейтенанту Бабаку О. Я. присвоены звания Героя Советского Союза, а подполковнику Кублину О. В., майору Басурманову С. А., майору Кулькову Н. Г., капитану Серкову Д. А., капитану Янкловичу А. Ю., старшему лейтенанту Богданченко С. Н., старшему лейтенанту Кичкайло Г. А., лейтенанту Бабакову В. В., лейтенанту Горячеву С. Е., лейтенанту Палатиди А. И. присвоены звания Героя России.
Личный состав института участвовал в выполнении служебно-боевых задач по обеспечению общественного порядка на Олимпийских играх в Москве в 1980 году, в составе войскового оперативного резерва в Ереване и Баку в 1988—1989 годах и на Играх Доброй Воли в Санкт-Петербурге в 1994 году. С декабря 1994 года постоянный состав института отправлялся в командировки на Северный Кавказ. Также состав участвовал в обеспечении безопасности в Петербурге во время чемпионата мира по футболу 2018 года.

## Прежние наименования учебного заведения (вуза с 1969)
- Центральная школа ГУЛАГа НКВД СССР (4.9.1947)
- Знаменская офицерская школа МВД СССР (30.3.1951)
- Ленинградская офицерская школа МВД СССР (6.8.1951)
- Ленинградское военно-политическое училище МВД СССР (3.5.1952)
- Ленинградская школа подготовки политсостава МВД СССР (26.5.1953)
- Ленинградская школа подготовки и усовершенствования политсостава ГУЛАГа МЮ СССР (14.4.1954)
- Ленинградская военно-политическая школа МВД СССР (19.11.1968)
- Высшее политическое училище МВД СССР (2.1.1969)
- Высшее политическое училище имени 60-летия ВЛКСМ МВД СССР (20.12.1978)
- Высшее политическое училище имени 60-летия ВЛКСМ внутренних войск МВД СССР (28.11.1991)
- Высшее училище имени 60-летия ВЛКСМ внутренних войск МВД СССР (13.6.1992)
- Высшее военное командное училище внутренних войск МВД России (25.6.1992)
- Высшее военное командное училище внутренних войск МВД России (22.2.1994)
- Санкт-Петербургское высшее военное командное училище внутренних войск МВД России (17.5.1996)
- Санкт-Петербургский военный институт внутренних войск МВД России (18.6.1998)
- Факультет подготовки кадров для внутренних войск Санкт-Петербургского университета МВД России (30.7.1998)
- Факультет подготовки кадров для внутренних войск Санкт-Петербургского университета МВД России (2.3.2000)
- Санкт-Петербургский военный институт внутренних войск МВД России (24.3.2000)
- Государственное военное образовательное учреждение высшего профессионального образования «Санкт-Петербургский военный институт внутренних войск Министерства внутренних дел Российской Федерации» (2004)
- Федеральное государственное военное образовательное учреждение высшего профессионального образования «Санкт-Петербургский военный институт внутренних войск Министерства внутренних дел Российской Федерации» (15.12.2009)
- Федеральное государственное казённое военное образовательное учреждение высшего образования «Санкт-Петербургский военный институт войск национальной гвардии Российской Федерации» (1.10.2016)
- Федеральное государственное казённое военное образовательное учреждение высшего образования «Санкт-Петербургский военный ордена Жукова институт войск национальной гвардии Российской Федерации» (12.10.2019)

## Организационная структура Военного института
Организационно Военный институт состоит из:
- командования;
- управления (отделы, службы, отделения, группы);
- кафедр;
- командного факультета по специальности «Правовое обеспечение национальной безопасности»;
- психологического факультета по специальности «Психологии служебной деятельности»;
- два факультета (морально-психологические обеспечение и правовое обеспечения национальной безопасности)[6]
- подразделений обеспечения (БОУП, БОУЦ, Узел связи);
- адъюнктуры (очного и заочного обучения);
- курсов повышения квалификации офицерского состава;
- типографии;
- оркестр;
- центра автоматизированной системы управления;
- военной поликлиники;
- клуба;
- библиотеки и читального зала;
- телестудии.

## Об институте
В институте имеются лекционные залы, аудитории для групповых занятий, лаборатории и специальные кабинеты, классы информационной и электронно-вычислительной техники, стрелковый тир, спортивные залы и площадки, технически оснащенные классы.
Профессорско-преподавательский состав института насчитывает более 20 докторов наук, 20 профессоров, 100 кандидатов наук. Среди них преподаватели, удостоенные почетных званий «Заслуженный работник высшей школы РФ», «Заслуженный деятель науки РФ», «Заслуженный работник физической культуры РФ», «Заслуженный юрист РФ», «Заслуженный работник культуры РФ», награждённые отраслевой наградой Министерства образования и науки РФ — нагрудным знаком «Почетный работник высшего профессионального образования РФ». Используя современные методики и технические средства, в течение пяти лет они обучают курсантов военным, специальным, юридическим и гуманитарным наукам.
За годы существования более 250 выпускников окончили институт с отличием и присуждением золотой медали. Курсанты, проявляющие способности к научно-исследовательской деятельности, имеют возможность заниматься в научных кружках, участвуют в проведении различных конференций, олимпиад, конкурсов научных работ.
В институте работают секции рукопашного боя, бокса, стрелкового и гиревого спорта, самбо и офицерского многоборья, футбола и волейбола. Курсанты института неоднократно становились победителями и призёрами чемпионатов мира, Европы, России по различным видам спорта.
Основные усилия в обучении курсантов сосредоточены на их военной и правовой подготовке, привитии им командирских качеств, методических навыков обучения и воспитания подчиненных, морально-психологической устойчивости и навыков управления подразделениями при ведении боевых действий в различных условиях обстановки. Образовательный процесс в институте тесно связан со служебно-боевой деятельностью внутренних войск МВД России.
На 5 курсе выпускники проходят государственную аттестацию со сдачей 2 государственных междисциплинарных экзаменов по военно-профессиональным и общепрофессиональным дисциплинам и защитой выпускной квалификационной работы.

## Руководство
- Капитан ГБ Комаров Иван Павлович (1944—1949)[7][8][9]
- Полковник Баранов Григорий Иванович (1949—1955)[7][8][10]
- Генерал-майор Просянок Александр Семёнович (1955—1962)[7][8][11]
- Генерал-майор Солощев Николай Степанович (1962—1967)[7][8][12]
- Генерал-майор Нистратов Пётр Павлович (1967—1969)[7][8][13]
- Генерал-майор Орлов Иван Андреевич (1969—1978)[7][8][14]
- Генерал-майор Смыслов Борис Константинович (1978—1982)[7][8][15]
- Генерал-майор Шмалюк Дмитрий Петрович (1982—1986)[7][8][16]
- Генерал-майор Пряников Юрий Павлович (1986—1991)[7][8][17]
- Генерал-майор Латышев Олег Михайлович (1991—1996)[7][8][18]
- Генерал-майор Тарасов Михаил Михайлович (1996[7][8]—2008[19])
- Генерал-лейтенант Гончар Сергей Анатольевич (2008—2012)[20][21]
- Генерал-майор Слюсарев Андрей Викторович (2012—2015)[22]
- Генерал-майор Нимировский Валерий Петрович[23] (2015—2017)[24]
- Генерал-майор Бышовец Виктор Петрович[25] (2017[26]—2021)
- Генерал-майор Кийко Андрей Юрьевич

## Известные выпускники
78 выпускникам учебного заведения были присвоены высшие воинские, высшие специальные звания и классные чины, в том числе в министерствах и ведомствах стран СНГ и других государств.

### Герои Советского Союза и Российской Федерации
Званий Героя Советского Союза и Героя Российской Федерации были удостоены следующие выпускники:
- старший сержант[28] (позже полковник)[27] Тихонов Михаил Иванович (21 июля 1944)[28]
- лейтенант Бабак Олег Яковлевич (17 сентября 1991, посмертно)[29]
- капитан Исаков Михаил Иванович (позже полковник милиции)[4]
- прапорщик Бабаков Виталий Викторович
- майор Басурманов Сергей Анатольевич[4]
- старший лейтенант Богданченко Сергей Николаевич[4]
- лейтенант Горячев Сергей Евгеньевич[4]
- старший лейтенант Кичкайло Геннадий Анатольевич[4]
- подполковник Кублин Олег Васильевич[4]
- майор Кульков Никита Геннадьевич[4]
- лейтенант Палатиди Алексей Иванович[4]
- капитан Серков Дмитрий Александрович (посмертно)[30]
- капитан Янклович Александр Юрьевич[4]

### Генералы и высшие офицеры
В приведенном ниже списке — выпускники-генералы и высшие офицеры, которые заканчивали Высшее политическое училище МВД СССР имени 60-летия ВЛКСМ до 1992 года и выпускники Высшего военного командного училища внутренних войск МВД РФ после 1992 года.

#### Вооружённые силы
- генерал-полковник Степашин Сергей Вадимович
- генерал-полковник Топчий, Сергей Степанович
- генерал-полковник Пылыпив Богдан Иванович
- генерал-полковник Бойко Сергей Михайлович
- генерал-лейтенант Игнатьев Владимир Иванович
- генерал-лейтенант Кожевников Михаил Николаевич
- генерал-лейтенант Мишакин Николай Николаевич
- генерал-лейтенант Рябчиков Николай Николаевич
- генерал-лейтенант Серко, Алексей Михайлович
- генерал-лейтенант Алиев, Яшар Адильхан оглы[азерб.]
- генерал-майор Альжанов Аманкос Айтжанович
- генерал-майор Ахметов Жумабек Хатиоллаевич
- генерал-майор Власко, Владимир Васильевич
- генерал-майор Гонцов Борис Иванович
- генерал-майор Горюнов Владимир Борисович
- генерал-майор Григоренко Алексей Алексеевич
- генерал-майор Денисенков Юрий Владимирович
- генерал-майор Зелененький Виктор Афанасьевич
- генерал-майор Лисуенко Владимир Михайлович
- генерал-майор Мальченко Андрей Иванович
- генерал-майор Маткин Олег Владимирович
- генерал-майор Молдавчук Василий Степанович
- генерал-майор Решетников Александр Владимирович
- генерал-майор Роганов Анатолий Александрович
- генерал-майор Рыщук Владимир Иванович
- генерал-майор Русаков Эдуард Владимирович
- генерал-майор Сабусов Владимир Васильевич
- генерал-майор Сералиев Алибек Булатович
- генерал-майор Сиренко Борис Александрович
- генерал-майор Скрябин Виктор Николаевич
- генерал-майор Токушев, Калиакпар Жубанышевич
- генерал-майор Хайрулоев Тахир Шералиевич
- генерал-майор Ходаков Алексей Гаврилович
- генерал-майор Навджуванов Мамадаёз

#### Милиция и полиция
- генерал полиции Колокольцев Владимир Александрович
- генерал-лейтенант полиции Булавин, Сергей Петрович
- генерал-лейтенант полиции Кикоть, Владимир Яковлевич
- генерал-лейтенант полиции Андреев Владимир Леонидович
- генерал-лейтенант полиции Анточ, Константин Григорьевич
- генерал-майор полиции Агошков Анатолий Иванович
- генерал-майор полиции Бакуменко Андрей Фёдорович
- генерал-майор полиции Берекет Виктор Максимович
- генерал-майор полиции Борисовский Владимир Иванович
- генерал-майор полиции Бородавко Леонид Трофимович
- генерал-майор полиции Гасанов Карим Кадырович
- генерал-майор полиции Горшков Олег Викторович
- генерал-майор полиции Кочин Андрей Анатольевич
- генерал-майор полиции Кулик Григорий Павлович
- генерал-майор полиции Куприн Анатолий Валентинович
- генерал-майор полиции Краюшкин, Андрей Вячеславович
- генерал-майор полиции Маммедханлы, Нуруллах Абдулла оглы
- генерал-майор полиции Нестеренко Александр Васильевич
- генерал-майор полиции Ушаков Александр Рудольфович
- генерал-майор полиции Федорук Николай Андреевич
- генерал-лейтенант милиции Вербенский, Михаил Георгиевич
- генерал-лейтенант милиции Сальников, Виктор Петрович
- генерал-майор милиции Александров Сергей Григорьевич
- генерал-майор милиции Артемьев Александр Михайлович
- генерал-майор милиции Асыл-Кеней, Сагынжан Байболулы
- генерал-майор милиции Баранов Александр Васильевич
- генерал-майор милиции Гулам Мохаммад Джалал
- генерал-майор милиции Жилинский Валерий Валентинович
- генерал-майор милиции Жуков Игорь Александрович
- генерал-майор милиции Лойт Хиллар Харриевич
- генерал-майор милиции Числов Александр Иванович

#### Юстиция и внутренняя служба
- генерал-лейтенант юстиции Волков Виталий Георгиевич
- генерал-майор юстиции Асеев Игорь Владимирович
- генерал-лейтенант внутренней службы Спицнадель, Владимир Борисович
- генерал-майор внутренней службы Бабурин Сергей Витальевич
- генерал-майор внутренней службы Быков Андрей Викторович
- генерал-майор внутренней службы Горожанин Александр Владимирович
- генерал-майор внутренней службы Дерешко Богдан Юльевич
- генерал-майор внутренней службы Злобин Сергей Иванович
- генерал-майор внутренней службы Колесник Николай Владимирович
- генерал-майор внутренней службы Луговкин Владимир Александрович
- генерал-майор внутренней службы Новиков Александр Константинович
- генерал-майор внутренней службы Ромашов, Роман Анатольевич
- государственный советник юстиции 1-го класса Сыдорук, Иван Иванович

### Видео
- Мой институт (недоступная ссылка)
- Церемония крепления и прибытия Боевого знамени СПБ ВИ ВВ МВД РОССИИ
- Посвящается Дмитрию Серкову (недоступная ссылка)
- Присвоение первого офицерского звания (недоступная ссылка)
- Присяга учебного сбора (недоступная ссылка)

### СМИ
- Присяга 4 батальона (недоступная ссылка)
- Тренировка к параду (недоступная ссылка)
- Вручение ключей (недоступная ссылка)
- Второй батальон: двадцать лет спустя